# 二條為氏
二條為氏（1222年—1286年10月3日，即生於貞應元年，卒於弘安9年9月14日），又稱藤原為氏，日本鎌倉時代中期的公家人物、和歌歌人，歌道流派二條派始祖。他是權大納言藤原為家的長男，御子左家嫡系。母親是宇都宮賴綱之女，同母弟京極為教，異母弟冷泉為相、冷泉為守，有子二條為世。
自嘉祿二年（1226年）正月（日本舊曆）敘爵，歷任左中將、參議、右衛門督、權中納言等職，文永四年（1267年）二月官至正二位權大納言。
作為大覺寺統的近侍官員兼為出色的和歌歌人，二條為氏於當時和歌歌壇具極大影響力。《大日本史》評價他「才思敏捷，能賦險題」。弘安元年（1278年）奉龜山上皇之命編撰《續拾遺和歌集》。此外，他也編撰了以宇都宮歌壇為中心的歌集《新和歌集》。其本人作品收錄於其子孫編撰的家集《大納言為氏卿集》，而被錄入各敕撰和歌集的作品計有232首。
不過，他與兩位弟弟京極為教、冷泉為相關係惡劣：除了在和歌創作上分庭抗禮外，在建治元年（1275年），其父藤原為家逝世後，二條為氏作為長男繼承御子左家，與庶母阿佛尼（冷泉為相生母）因播磨國細川莊領地相爭，阿佛尼上告至鎌倉幕府。訴訟糾纏兩代，至阿佛尼和二條為氏死後，為氏之子二條為世當家時仍未平息。至正和二年（1313年），經鎌倉幕府將軍守邦親王命北條高時等裁決，終判領地歸冷泉為相所有。此事使御子左家分裂為二條、京極、冷泉三家。
弘安八年（1285年），二條為氏落髮出家，法名覺阿，翌年（1286年）65歲時去世。